# Kombinacja szachowa
Kombinacja szachowa jest to seria efektownych i błyskotliwych posunięć w grze w szachy, zakończona najczęściej zamatowaniem przeciwnika lub zdobyciem znacznej przewagi materialnej, gwarantującej wygranie partii. Gracz stojący w słabszej pozycji może za pomocą kombinacji doprowadzić do wyniku remisowego w wyniku pata lub wiecznego szacha.
W grze szachowej występuje wiele motywów kombinacji, na przykład:
- podwójne uderzenie
- atak z odsłony
- związanie
- ofiara
- przesłona[1].
- ruch wtrącony

Na diagramach pokazano przykłady dwóch efektownych kombinacji w postaci ofiar figur.
|   | a | b | c | d | e | f | g | h |   |
| 8 | a8 – Czarna wieża · c8 – Czarny goniec · f8 – Czarna wieża · a7 – Czarny pionek · d7 – Czarny pionek · g7 – Czarny król · h7 – Czarny pionek · b6 – Czarny pionek · c6 – Czarny skoczek · e6 – Czarny pionek · b4 – Biały pionek · c4 – Biały pionek · a3 – Biały pionek · e3 – Biały król · f3 – Biały pionek · c2 – Biały hetman · h2 – Biały pionek · a1 – Biała wieża · f1 – Biały goniec | a8 – Czarna wieża · c8 – Czarny goniec · f8 – Czarna wieża · a7 – Czarny pionek · d7 – Czarny pionek · g7 – Czarny król · h7 – Czarny pionek · b6 – Czarny pionek · c6 – Czarny skoczek · e6 – Czarny pionek · b4 – Biały pionek · c4 – Biały pionek · a3 – Biały pionek · e3 – Biały król · f3 – Biały pionek · c2 – Biały hetman · h2 – Biały pionek · a1 – Biała wieża · f1 – Biały goniec | a8 – Czarna wieża · c8 – Czarny goniec · f8 – Czarna wieża · a7 – Czarny pionek · d7 – Czarny pionek · g7 – Czarny król · h7 – Czarny pionek · b6 – Czarny pionek · c6 – Czarny skoczek · e6 – Czarny pionek · b4 – Biały pionek · c4 – Biały pionek · a3 – Biały pionek · e3 – Biały król · f3 – Biały pionek · c2 – Biały hetman · h2 – Biały pionek · a1 – Biała wieża · f1 – Biały goniec | a8 – Czarna wieża · c8 – Czarny goniec · f8 – Czarna wieża · a7 – Czarny pionek · d7 – Czarny pionek · g7 – Czarny król · h7 – Czarny pionek · b6 – Czarny pionek · c6 – Czarny skoczek · e6 – Czarny pionek · b4 – Biały pionek · c4 – Biały pionek · a3 – Biały pionek · e3 – Biały król · f3 – Biały pionek · c2 – Biały hetman · h2 – Biały pionek · a1 – Biała wieża · f1 – Biały goniec | a8 – Czarna wieża · c8 – Czarny goniec · f8 – Czarna wieża · a7 – Czarny pionek · d7 – Czarny pionek · g7 – Czarny król · h7 – Czarny pionek · b6 – Czarny pionek · c6 – Czarny skoczek · e6 – Czarny pionek · b4 – Biały pionek · c4 – Biały pionek · a3 – Biały pionek · e3 – Biały król · f3 – Biały pionek · c2 – Biały hetman · h2 – Biały pionek · a1 – Biała wieża · f1 – Biały goniec | a8 – Czarna wieża · c8 – Czarny goniec · f8 – Czarna wieża · a7 – Czarny pionek · d7 – Czarny pionek · g7 – Czarny król · h7 – Czarny pionek · b6 – Czarny pionek · c6 – Czarny skoczek · e6 – Czarny pionek · b4 – Biały pionek · c4 – Biały pionek · a3 – Biały pionek · e3 – Biały król · f3 – Biały pionek · c2 – Biały hetman · h2 – Biały pionek · a1 – Biała wieża · f1 – Biały goniec | a8 – Czarna wieża · c8 – Czarny goniec · f8 – Czarna wieża · a7 – Czarny pionek · d7 – Czarny pionek · g7 – Czarny król · h7 – Czarny pionek · b6 – Czarny pionek · c6 – Czarny skoczek · e6 – Czarny pionek · b4 – Biały pionek · c4 – Biały pionek · a3 – Biały pionek · e3 – Biały król · f3 – Biały pionek · c2 – Biały hetman · h2 – Biały pionek · a1 – Biała wieża · f1 – Biały goniec | a8 – Czarna wieża · c8 – Czarny goniec · f8 – Czarna wieża · a7 – Czarny pionek · d7 – Czarny pionek · g7 – Czarny król · h7 – Czarny pionek · b6 – Czarny pionek · c6 – Czarny skoczek · e6 – Czarny pionek · b4 – Biały pionek · c4 – Biały pionek · a3 – Biały pionek · e3 – Biały król · f3 – Biały pionek · c2 – Biały hetman · h2 – Biały pionek · a1 – Biała wieża · f1 – Biały goniec | 8 |
| 7 | a8 – Czarna wieża · c8 – Czarny goniec · f8 – Czarna wieża · a7 – Czarny pionek · d7 – Czarny pionek · g7 – Czarny król · h7 – Czarny pionek · b6 – Czarny pionek · c6 – Czarny skoczek · e6 – Czarny pionek · b4 – Biały pionek · c4 – Biały pionek · a3 – Biały pionek · e3 – Biały król · f3 – Biały pionek · c2 – Biały hetman · h2 – Biały pionek · a1 – Biała wieża · f1 – Biały goniec | a8 – Czarna wieża · c8 – Czarny goniec · f8 – Czarna wieża · a7 – Czarny pionek · d7 – Czarny pionek · g7 – Czarny król · h7 – Czarny pionek · b6 – Czarny pionek · c6 – Czarny skoczek · e6 – Czarny pionek · b4 – Biały pionek · c4 – Biały pionek · a3 – Biały pionek · e3 – Biały król · f3 – Biały pionek · c2 – Biały hetman · h2 – Biały pionek · a1 – Biała wieża · f1 – Biały goniec | a8 – Czarna wieża · c8 – Czarny goniec · f8 – Czarna wieża · a7 – Czarny pionek · d7 – Czarny pionek · g7 – Czarny król · h7 – Czarny pionek · b6 – Czarny pionek · c6 – Czarny skoczek · e6 – Czarny pionek · b4 – Biały pionek · c4 – Biały pionek · a3 – Biały pionek · e3 – Biały król · f3 – Biały pionek · c2 – Biały hetman · h2 – Biały pionek · a1 – Biała wieża · f1 – Biały goniec | a8 – Czarna wieża · c8 – Czarny goniec · f8 – Czarna wieża · a7 – Czarny pionek · d7 – Czarny pionek · g7 – Czarny król · h7 – Czarny pionek · b6 – Czarny pionek · c6 – Czarny skoczek · e6 – Czarny pionek · b4 – Biały pionek · c4 – Biały pionek · a3 – Biały pionek · e3 – Biały król · f3 – Biały pionek · c2 – Biały hetman · h2 – Biały pionek · a1 – Biała wieża · f1 – Biały goniec | a8 – Czarna wieża · c8 – Czarny goniec · f8 – Czarna wieża · a7 – Czarny pionek · d7 – Czarny pionek · g7 – Czarny król · h7 – Czarny pionek · b6 – Czarny pionek · c6 – Czarny skoczek · e6 – Czarny pionek · b4 – Biały pionek · c4 – Biały pionek · a3 – Biały pionek · e3 – Biały król · f3 – Biały pionek · c2 – Biały hetman · h2 – Biały pionek · a1 – Biała wieża · f1 – Biały goniec | a8 – Czarna wieża · c8 – Czarny goniec · f8 – Czarna wieża · a7 – Czarny pionek · d7 – Czarny pionek · g7 – Czarny król · h7 – Czarny pionek · b6 – Czarny pionek · c6 – Czarny skoczek · e6 – Czarny pionek · b4 – Biały pionek · c4 – Biały pionek · a3 – Biały pionek · e3 – Biały król · f3 – Biały pionek · c2 – Biały hetman · h2 – Biały pionek · a1 – Biała wieża · f1 – Biały goniec | a8 – Czarna wieża · c8 – Czarny goniec · f8 – Czarna wieża · a7 – Czarny pionek · d7 – Czarny pionek · g7 – Czarny król · h7 – Czarny pionek · b6 – Czarny pionek · c6 – Czarny skoczek · e6 – Czarny pionek · b4 – Biały pionek · c4 – Biały pionek · a3 – Biały pionek · e3 – Biały król · f3 – Biały pionek · c2 – Biały hetman · h2 – Biały pionek · a1 – Biała wieża · f1 – Biały goniec | a8 – Czarna wieża · c8 – Czarny goniec · f8 – Czarna wieża · a7 – Czarny pionek · d7 – Czarny pionek · g7 – Czarny król · h7 – Czarny pionek · b6 – Czarny pionek · c6 – Czarny skoczek · e6 – Czarny pionek · b4 – Biały pionek · c4 – Biały pionek · a3 – Biały pionek · e3 – Biały król · f3 – Biały pionek · c2 – Biały hetman · h2 – Biały pionek · a1 – Biała wieża · f1 – Biały goniec | 7 |
| 6 | a8 – Czarna wieża · c8 – Czarny goniec · f8 – Czarna wieża · a7 – Czarny pionek · d7 – Czarny pionek · g7 – Czarny król · h7 – Czarny pionek · b6 – Czarny pionek · c6 – Czarny skoczek · e6 – Czarny pionek · b4 – Biały pionek · c4 – Biały pionek · a3 – Biały pionek · e3 – Biały król · f3 – Biały pionek · c2 – Biały hetman · h2 – Biały pionek · a1 – Biała wieża · f1 – Biały goniec | a8 – Czarna wieża · c8 – Czarny goniec · f8 – Czarna wieża · a7 – Czarny pionek · d7 – Czarny pionek · g7 – Czarny król · h7 – Czarny pionek · b6 – Czarny pionek · c6 – Czarny skoczek · e6 – Czarny pionek · b4 – Biały pionek · c4 – Biały pionek · a3 – Biały pionek · e3 – Biały król · f3 – Biały pionek · c2 – Biały hetman · h2 – Biały pionek · a1 – Biała wieża · f1 – Biały goniec | a8 – Czarna wieża · c8 – Czarny goniec · f8 – Czarna wieża · a7 – Czarny pionek · d7 – Czarny pionek · g7 – Czarny król · h7 – Czarny pionek · b6 – Czarny pionek · c6 – Czarny skoczek · e6 – Czarny pionek · b4 – Biały pionek · c4 – Biały pionek · a3 – Biały pionek · e3 – Biały król · f3 – Biały pionek · c2 – Biały hetman · h2 – Biały pionek · a1 – Biała wieża · f1 – Biały goniec | a8 – Czarna wieża · c8 – Czarny goniec · f8 – Czarna wieża · a7 – Czarny pionek · d7 – Czarny pionek · g7 – Czarny król · h7 – Czarny pionek · b6 – Czarny pionek · c6 – Czarny skoczek · e6 – Czarny pionek · b4 – Biały pionek · c4 – Biały pionek · a3 – Biały pionek · e3 – Biały król · f3 – Biały pionek · c2 – Biały hetman · h2 – Biały pionek · a1 – Biała wieża · f1 – Biały goniec | a8 – Czarna wieża · c8 – Czarny goniec · f8 – Czarna wieża · a7 – Czarny pionek · d7 – Czarny pionek · g7 – Czarny król · h7 – Czarny pionek · b6 – Czarny pionek · c6 – Czarny skoczek · e6 – Czarny pionek · b4 – Biały pionek · c4 – Biały pionek · a3 – Biały pionek · e3 – Biały król · f3 – Biały pionek · c2 – Biały hetman · h2 – Biały pionek · a1 – Biała wieża · f1 – Biały goniec | a8 – Czarna wieża · c8 – Czarny goniec · f8 – Czarna wieża · a7 – Czarny pionek · d7 – Czarny pionek · g7 – Czarny król · h7 – Czarny pionek · b6 – Czarny pionek · c6 – Czarny skoczek · e6 – Czarny pionek · b4 – Biały pionek · c4 – Biały pionek · a3 – Biały pionek · e3 – Biały król · f3 – Biały pionek · c2 – Biały hetman · h2 – Biały pionek · a1 – Biała wieża · f1 – Biały goniec | a8 – Czarna wieża · c8 – Czarny goniec · f8 – Czarna wieża · a7 – Czarny pionek · d7 – Czarny pionek · g7 – Czarny król · h7 – Czarny pionek · b6 – Czarny pionek · c6 – Czarny skoczek · e6 – Czarny pionek · b4 – Biały pionek · c4 – Biały pionek · a3 – Biały pionek · e3 – Biały król · f3 – Biały pionek · c2 – Biały hetman · h2 – Biały pionek · a1 – Biała wieża · f1 – Biały goniec | a8 – Czarna wieża · c8 – Czarny goniec · f8 – Czarna wieża · a7 – Czarny pionek · d7 – Czarny pionek · g7 – Czarny król · h7 – Czarny pionek · b6 – Czarny pionek · c6 – Czarny skoczek · e6 – Czarny pionek · b4 – Biały pionek · c4 – Biały pionek · a3 – Biały pionek · e3 – Biały król · f3 – Biały pionek · c2 – Biały hetman · h2 – Biały pionek · a1 – Biała wieża · f1 – Biały goniec | 6 |
| 5 | a8 – Czarna wieża · c8 – Czarny goniec · f8 – Czarna wieża · a7 – Czarny pionek · d7 – Czarny pionek · g7 – Czarny król · h7 – Czarny pionek · b6 – Czarny pionek · c6 – Czarny skoczek · e6 – Czarny pionek · b4 – Biały pionek · c4 – Biały pionek · a3 – Biały pionek · e3 – Biały król · f3 – Biały pionek · c2 – Biały hetman · h2 – Biały pionek · a1 – Biała wieża · f1 – Biały goniec | a8 – Czarna wieża · c8 – Czarny goniec · f8 – Czarna wieża · a7 – Czarny pionek · d7 – Czarny pionek · g7 – Czarny król · h7 – Czarny pionek · b6 – Czarny pionek · c6 – Czarny skoczek · e6 – Czarny pionek · b4 – Biały pionek · c4 – Biały pionek · a3 – Biały pionek · e3 – Biały król · f3 – Biały pionek · c2 – Biały hetman · h2 – Biały pionek · a1 – Biała wieża · f1 – Biały goniec | a8 – Czarna wieża · c8 – Czarny goniec · f8 – Czarna wieża · a7 – Czarny pionek · d7 – Czarny pionek · g7 – Czarny król · h7 – Czarny pionek · b6 – Czarny pionek · c6 – Czarny skoczek · e6 – Czarny pionek · b4 – Biały pionek · c4 – Biały pionek · a3 – Biały pionek · e3 – Biały król · f3 – Biały pionek · c2 – Biały hetman · h2 – Biały pionek · a1 – Biała wieża · f1 – Biały goniec | a8 – Czarna wieża · c8 – Czarny goniec · f8 – Czarna wieża · a7 – Czarny pionek · d7 – Czarny pionek · g7 – Czarny król · h7 – Czarny pionek · b6 – Czarny pionek · c6 – Czarny skoczek · e6 – Czarny pionek · b4 – Biały pionek · c4 – Biały pionek · a3 – Biały pionek · e3 – Biały król · f3 – Biały pionek · c2 – Biały hetman · h2 – Biały pionek · a1 – Biała wieża · f1 – Biały goniec | a8 – Czarna wieża · c8 – Czarny goniec · f8 – Czarna wieża · a7 – Czarny pionek · d7 – Czarny pionek · g7 – Czarny król · h7 – Czarny pionek · b6 – Czarny pionek · c6 – Czarny skoczek · e6 – Czarny pionek · b4 – Biały pionek · c4 – Biały pionek · a3 – Biały pionek · e3 – Biały król · f3 – Biały pionek · c2 – Biały hetman · h2 – Biały pionek · a1 – Biała wieża · f1 – Biały goniec | a8 – Czarna wieża · c8 – Czarny goniec · f8 – Czarna wieża · a7 – Czarny pionek · d7 – Czarny pionek · g7 – Czarny król · h7 – Czarny pionek · b6 – Czarny pionek · c6 – Czarny skoczek · e6 – Czarny pionek · b4 – Biały pionek · c4 – Biały pionek · a3 – Biały pionek · e3 – Biały król · f3 – Biały pionek · c2 – Biały hetman · h2 – Biały pionek · a1 – Biała wieża · f1 – Biały goniec | a8 – Czarna wieża · c8 – Czarny goniec · f8 – Czarna wieża · a7 – Czarny pionek · d7 – Czarny pionek · g7 – Czarny król · h7 – Czarny pionek · b6 – Czarny pionek · c6 – Czarny skoczek · e6 – Czarny pionek · b4 – Biały pionek · c4 – Biały pionek · a3 – Biały pionek · e3 – Biały król · f3 – Biały pionek · c2 – Biały hetman · h2 – Biały pionek · a1 – Biała wieża · f1 – Biały goniec | a8 – Czarna wieża · c8 – Czarny goniec · f8 – Czarna wieża · a7 – Czarny pionek · d7 – Czarny pionek · g7 – Czarny król · h7 – Czarny pionek · b6 – Czarny pionek · c6 – Czarny skoczek · e6 – Czarny pionek · b4 – Biały pionek · c4 – Biały pionek · a3 – Biały pionek · e3 – Biały król · f3 – Biały pionek · c2 – Biały hetman · h2 – Biały pionek · a1 – Biała wieża · f1 – Biały goniec | 5 |
| 4 | a8 – Czarna wieża · c8 – Czarny goniec · f8 – Czarna wieża · a7 – Czarny pionek · d7 – Czarny pionek · g7 – Czarny król · h7 – Czarny pionek · b6 – Czarny pionek · c6 – Czarny skoczek · e6 – Czarny pionek · b4 – Biały pionek · c4 – Biały pionek · a3 – Biały pionek · e3 – Biały król · f3 – Biały pionek · c2 – Biały hetman · h2 – Biały pionek · a1 – Biała wieża · f1 – Biały goniec | a8 – Czarna wieża · c8 – Czarny goniec · f8 – Czarna wieża · a7 – Czarny pionek · d7 – Czarny pionek · g7 – Czarny król · h7 – Czarny pionek · b6 – Czarny pionek · c6 – Czarny skoczek · e6 – Czarny pionek · b4 – Biały pionek · c4 – Biały pionek · a3 – Biały pionek · e3 – Biały król · f3 – Biały pionek · c2 – Biały hetman · h2 – Biały pionek · a1 – Biała wieża · f1 – Biały goniec | a8 – Czarna wieża · c8 – Czarny goniec · f8 – Czarna wieża · a7 – Czarny pionek · d7 – Czarny pionek · g7 – Czarny król · h7 – Czarny pionek · b6 – Czarny pionek · c6 – Czarny skoczek · e6 – Czarny pionek · b4 – Biały pionek · c4 – Biały pionek · a3 – Biały pionek · e3 – Biały król · f3 – Biały pionek · c2 – Biały hetman · h2 – Biały pionek · a1 – Biała wieża · f1 – Biały goniec | a8 – Czarna wieża · c8 – Czarny goniec · f8 – Czarna wieża · a7 – Czarny pionek · d7 – Czarny pionek · g7 – Czarny król · h7 – Czarny pionek · b6 – Czarny pionek · c6 – Czarny skoczek · e6 – Czarny pionek · b4 – Biały pionek · c4 – Biały pionek · a3 – Biały pionek · e3 – Biały król · f3 – Biały pionek · c2 – Biały hetman · h2 – Biały pionek · a1 – Biała wieża · f1 – Biały goniec | a8 – Czarna wieża · c8 – Czarny goniec · f8 – Czarna wieża · a7 – Czarny pionek · d7 – Czarny pionek · g7 – Czarny król · h7 – Czarny pionek · b6 – Czarny pionek · c6 – Czarny skoczek · e6 – Czarny pionek · b4 – Biały pionek · c4 – Biały pionek · a3 – Biały pionek · e3 – Biały król · f3 – Biały pionek · c2 – Biały hetman · h2 – Biały pionek · a1 – Biała wieża · f1 – Biały goniec | a8 – Czarna wieża · c8 – Czarny goniec · f8 – Czarna wieża · a7 – Czarny pionek · d7 – Czarny pionek · g7 – Czarny król · h7 – Czarny pionek · b6 – Czarny pionek · c6 – Czarny skoczek · e6 – Czarny pionek · b4 – Biały pionek · c4 – Biały pionek · a3 – Biały pionek · e3 – Biały król · f3 – Biały pionek · c2 – Biały hetman · h2 – Biały pionek · a1 – Biała wieża · f1 – Biały goniec | a8 – Czarna wieża · c8 – Czarny goniec · f8 – Czarna wieża · a7 – Czarny pionek · d7 – Czarny pionek · g7 – Czarny król · h7 – Czarny pionek · b6 – Czarny pionek · c6 – Czarny skoczek · e6 – Czarny pionek · b4 – Biały pionek · c4 – Biały pionek · a3 – Biały pionek · e3 – Biały król · f3 – Biały pionek · c2 – Biały hetman · h2 – Biały pionek · a1 – Biała wieża · f1 – Biały goniec | a8 – Czarna wieża · c8 – Czarny goniec · f8 – Czarna wieża · a7 – Czarny pionek · d7 – Czarny pionek · g7 – Czarny król · h7 – Czarny pionek · b6 – Czarny pionek · c6 – Czarny skoczek · e6 – Czarny pionek · b4 – Biały pionek · c4 – Biały pionek · a3 – Biały pionek · e3 – Biały król · f3 – Biały pionek · c2 – Biały hetman · h2 – Biały pionek · a1 – Biała wieża · f1 – Biały goniec | 4 |
| 3 | a8 – Czarna wieża · c8 – Czarny goniec · f8 – Czarna wieża · a7 – Czarny pionek · d7 – Czarny pionek · g7 – Czarny król · h7 – Czarny pionek · b6 – Czarny pionek · c6 – Czarny skoczek · e6 – Czarny pionek · b4 – Biały pionek · c4 – Biały pionek · a3 – Biały pionek · e3 – Biały król · f3 – Biały pionek · c2 – Biały hetman · h2 – Biały pionek · a1 – Biała wieża · f1 – Biały goniec | a8 – Czarna wieża · c8 – Czarny goniec · f8 – Czarna wieża · a7 – Czarny pionek · d7 – Czarny pionek · g7 – Czarny król · h7 – Czarny pionek · b6 – Czarny pionek · c6 – Czarny skoczek · e6 – Czarny pionek · b4 – Biały pionek · c4 – Biały pionek · a3 – Biały pionek · e3 – Biały król · f3 – Biały pionek · c2 – Biały hetman · h2 – Biały pionek · a1 – Biała wieża · f1 – Biały goniec | a8 – Czarna wieża · c8 – Czarny goniec · f8 – Czarna wieża · a7 – Czarny pionek · d7 – Czarny pionek · g7 – Czarny król · h7 – Czarny pionek · b6 – Czarny pionek · c6 – Czarny skoczek · e6 – Czarny pionek · b4 – Biały pionek · c4 – Biały pionek · a3 – Biały pionek · e3 – Biały król · f3 – Biały pionek · c2 – Biały hetman · h2 – Biały pionek · a1 – Biała wieża · f1 – Biały goniec | a8 – Czarna wieża · c8 – Czarny goniec · f8 – Czarna wieża · a7 – Czarny pionek · d7 – Czarny pionek · g7 – Czarny król · h7 – Czarny pionek · b6 – Czarny pionek · c6 – Czarny skoczek · e6 – Czarny pionek · b4 – Biały pionek · c4 – Biały pionek · a3 – Biały pionek · e3 – Biały król · f3 – Biały pionek · c2 – Biały hetman · h2 – Biały pionek · a1 – Biała wieża · f1 – Biały goniec | a8 – Czarna wieża · c8 – Czarny goniec · f8 – Czarna wieża · a7 – Czarny pionek · d7 – Czarny pionek · g7 – Czarny król · h7 – Czarny pionek · b6 – Czarny pionek · c6 – Czarny skoczek · e6 – Czarny pionek · b4 – Biały pionek · c4 – Biały pionek · a3 – Biały pionek · e3 – Biały król · f3 – Biały pionek · c2 – Biały hetman · h2 – Biały pionek · a1 – Biała wieża · f1 – Biały goniec | a8 – Czarna wieża · c8 – Czarny goniec · f8 – Czarna wieża · a7 – Czarny pionek · d7 – Czarny pionek · g7 – Czarny król · h7 – Czarny pionek · b6 – Czarny pionek · c6 – Czarny skoczek · e6 – Czarny pionek · b4 – Biały pionek · c4 – Biały pionek · a3 – Biały pionek · e3 – Biały król · f3 – Biały pionek · c2 – Biały hetman · h2 – Biały pionek · a1 – Biała wieża · f1 – Biały goniec | a8 – Czarna wieża · c8 – Czarny goniec · f8 – Czarna wieża · a7 – Czarny pionek · d7 – Czarny pionek · g7 – Czarny król · h7 – Czarny pionek · b6 – Czarny pionek · c6 – Czarny skoczek · e6 – Czarny pionek · b4 – Biały pionek · c4 – Biały pionek · a3 – Biały pionek · e3 – Biały król · f3 – Biały pionek · c2 – Biały hetman · h2 – Biały pionek · a1 – Biała wieża · f1 – Biały goniec | a8 – Czarna wieża · c8 – Czarny goniec · f8 – Czarna wieża · a7 – Czarny pionek · d7 – Czarny pionek · g7 – Czarny król · h7 – Czarny pionek · b6 – Czarny pionek · c6 – Czarny skoczek · e6 – Czarny pionek · b4 – Biały pionek · c4 – Biały pionek · a3 – Biały pionek · e3 – Biały król · f3 – Biały pionek · c2 – Biały hetman · h2 – Biały pionek · a1 – Biała wieża · f1 – Biały goniec | 3 |
| 2 | a8 – Czarna wieża · c8 – Czarny goniec · f8 – Czarna wieża · a7 – Czarny pionek · d7 – Czarny pionek · g7 – Czarny król · h7 – Czarny pionek · b6 – Czarny pionek · c6 – Czarny skoczek · e6 – Czarny pionek · b4 – Biały pionek · c4 – Biały pionek · a3 – Biały pionek · e3 – Biały król · f3 – Biały pionek · c2 – Biały hetman · h2 – Biały pionek · a1 – Biała wieża · f1 – Biały goniec | a8 – Czarna wieża · c8 – Czarny goniec · f8 – Czarna wieża · a7 – Czarny pionek · d7 – Czarny pionek · g7 – Czarny król · h7 – Czarny pionek · b6 – Czarny pionek · c6 – Czarny skoczek · e6 – Czarny pionek · b4 – Biały pionek · c4 – Biały pionek · a3 – Biały pionek · e3 – Biały król · f3 – Biały pionek · c2 – Biały hetman · h2 – Biały pionek · a1 – Biała wieża · f1 – Biały goniec | a8 – Czarna wieża · c8 – Czarny goniec · f8 – Czarna wieża · a7 – Czarny pionek · d7 – Czarny pionek · g7 – Czarny król · h7 – Czarny pionek · b6 – Czarny pionek · c6 – Czarny skoczek · e6 – Czarny pionek · b4 – Biały pionek · c4 – Biały pionek · a3 – Biały pionek · e3 – Biały król · f3 – Biały pionek · c2 – Biały hetman · h2 – Biały pionek · a1 – Biała wieża · f1 – Biały goniec | a8 – Czarna wieża · c8 – Czarny goniec · f8 – Czarna wieża · a7 – Czarny pionek · d7 – Czarny pionek · g7 – Czarny król · h7 – Czarny pionek · b6 – Czarny pionek · c6 – Czarny skoczek · e6 – Czarny pionek · b4 – Biały pionek · c4 – Biały pionek · a3 – Biały pionek · e3 – Biały król · f3 – Biały pionek · c2 – Biały hetman · h2 – Biały pionek · a1 – Biała wieża · f1 – Biały goniec | a8 – Czarna wieża · c8 – Czarny goniec · f8 – Czarna wieża · a7 – Czarny pionek · d7 – Czarny pionek · g7 – Czarny król · h7 – Czarny pionek · b6 – Czarny pionek · c6 – Czarny skoczek · e6 – Czarny pionek · b4 – Biały pionek · c4 – Biały pionek · a3 – Biały pionek · e3 – Biały król · f3 – Biały pionek · c2 – Biały hetman · h2 – Biały pionek · a1 – Biała wieża · f1 – Biały goniec | a8 – Czarna wieża · c8 – Czarny goniec · f8 – Czarna wieża · a7 – Czarny pionek · d7 – Czarny pionek · g7 – Czarny król · h7 – Czarny pionek · b6 – Czarny pionek · c6 – Czarny skoczek · e6 – Czarny pionek · b4 – Biały pionek · c4 – Biały pionek · a3 – Biały pionek · e3 – Biały król · f3 – Biały pionek · c2 – Biały hetman · h2 – Biały pionek · a1 – Biała wieża · f1 – Biały goniec | a8 – Czarna wieża · c8 – Czarny goniec · f8 – Czarna wieża · a7 – Czarny pionek · d7 – Czarny pionek · g7 – Czarny król · h7 – Czarny pionek · b6 – Czarny pionek · c6 – Czarny skoczek · e6 – Czarny pionek · b4 – Biały pionek · c4 – Biały pionek · a3 – Biały pionek · e3 – Biały król · f3 – Biały pionek · c2 – Biały hetman · h2 – Biały pionek · a1 – Biała wieża · f1 – Biały goniec | a8 – Czarna wieża · c8 – Czarny goniec · f8 – Czarna wieża · a7 – Czarny pionek · d7 – Czarny pionek · g7 – Czarny król · h7 – Czarny pionek · b6 – Czarny pionek · c6 – Czarny skoczek · e6 – Czarny pionek · b4 – Biały pionek · c4 – Biały pionek · a3 – Biały pionek · e3 – Biały król · f3 – Biały pionek · c2 – Biały hetman · h2 – Biały pionek · a1 – Biała wieża · f1 – Biały goniec | 2 |
| 1 | a8 – Czarna wieża · c8 – Czarny goniec · f8 – Czarna wieża · a7 – Czarny pionek · d7 – Czarny pionek · g7 – Czarny król · h7 – Czarny pionek · b6 – Czarny pionek · c6 – Czarny skoczek · e6 – Czarny pionek · b4 – Biały pionek · c4 – Biały pionek · a3 – Biały pionek · e3 – Biały król · f3 – Biały pionek · c2 – Biały hetman · h2 – Biały pionek · a1 – Biała wieża · f1 – Biały goniec | a8 – Czarna wieża · c8 – Czarny goniec · f8 – Czarna wieża · a7 – Czarny pionek · d7 – Czarny pionek · g7 – Czarny król · h7 – Czarny pionek · b6 – Czarny pionek · c6 – Czarny skoczek · e6 – Czarny pionek · b4 – Biały pionek · c4 – Biały pionek · a3 – Biały pionek · e3 – Biały król · f3 – Biały pionek · c2 – Biały hetman · h2 – Biały pionek · a1 – Biała wieża · f1 – Biały goniec | a8 – Czarna wieża · c8 – Czarny goniec · f8 – Czarna wieża · a7 – Czarny pionek · d7 – Czarny pionek · g7 – Czarny król · h7 – Czarny pionek · b6 – Czarny pionek · c6 – Czarny skoczek · e6 – Czarny pionek · b4 – Biały pionek · c4 – Biały pionek · a3 – Biały pionek · e3 – Biały król · f3 – Biały pionek · c2 – Biały hetman · h2 – Biały pionek · a1 – Biała wieża · f1 – Biały goniec | a8 – Czarna wieża · c8 – Czarny goniec · f8 – Czarna wieża · a7 – Czarny pionek · d7 – Czarny pionek · g7 – Czarny król · h7 – Czarny pionek · b6 – Czarny pionek · c6 – Czarny skoczek · e6 – Czarny pionek · b4 – Biały pionek · c4 – Biały pionek · a3 – Biały pionek · e3 – Biały król · f3 – Biały pionek · c2 – Biały hetman · h2 – Biały pionek · a1 – Biała wieża · f1 – Biały goniec | a8 – Czarna wieża · c8 – Czarny goniec · f8 – Czarna wieża · a7 – Czarny pionek · d7 – Czarny pionek · g7 – Czarny król · h7 – Czarny pionek · b6 – Czarny pionek · c6 – Czarny skoczek · e6 – Czarny pionek · b4 – Biały pionek · c4 – Biały pionek · a3 – Biały pionek · e3 – Biały król · f3 – Biały pionek · c2 – Biały hetman · h2 – Biały pionek · a1 – Biała wieża · f1 – Biały goniec | a8 – Czarna wieża · c8 – Czarny goniec · f8 – Czarna wieża · a7 – Czarny pionek · d7 – Czarny pionek · g7 – Czarny król · h7 – Czarny pionek · b6 – Czarny pionek · c6 – Czarny skoczek · e6 – Czarny pionek · b4 – Biały pionek · c4 – Biały pionek · a3 – Biały pionek · e3 – Biały król · f3 – Biały pionek · c2 – Biały hetman · h2 – Biały pionek · a1 – Biała wieża · f1 – Biały goniec | a8 – Czarna wieża · c8 – Czarny goniec · f8 – Czarna wieża · a7 – Czarny pionek · d7 – Czarny pionek · g7 – Czarny król · h7 – Czarny pionek · b6 – Czarny pionek · c6 – Czarny skoczek · e6 – Czarny pionek · b4 – Biały pionek · c4 – Biały pionek · a3 – Biały pionek · e3 – Biały król · f3 – Biały pionek · c2 – Biały hetman · h2 – Biały pionek · a1 – Biała wieża · f1 – Biały goniec | a8 – Czarna wieża · c8 – Czarny goniec · f8 – Czarna wieża · a7 – Czarny pionek · d7 – Czarny pionek · g7 – Czarny król · h7 – Czarny pionek · b6 – Czarny pionek · c6 – Czarny skoczek · e6 – Czarny pionek · b4 – Biały pionek · c4 – Biały pionek · a3 – Biały pionek · e3 – Biały król · f3 – Biały pionek · c2 – Biały hetman · h2 – Biały pionek · a1 – Biała wieża · f1 – Biały goniec | 1 |
|   | a | b | c | d | e | f | g | h |   |

| Rozwiązanie |
| --- |
| 1... W:f3+! 2. Ke4 2. K:f3 Sd4+ 2. Kd2 Wf2+ 3. Ge2 W:e2+! 4. K:e2 Sd4+ 2... d5+! i białe poddały się 3. cd5 ed5+ 4. K:d5 Ge6+! 5. K:e6 Sd4+ 5. K:c6 Wc8+ 5. Ke4 Gf5+ 5. Kd6 Wd8+ 6. Kc7 Wf7+ 7. K:c6 Wc8+ |

|   | a | b | c | d | e | f | g | h |   |
| 8 | a8 – Czarna wieża · e8 – Czarny król · h8 – Czarna wieża · c7 – Czarny hetman · e7 – Czarny skoczek · f7 – Czarny pionek · h7 – Czarny pionek · a6 – Czarny pionek · d6 – Czarny pionek · e6 – Biały pionek · g6 – Czarny pionek · b5 – Czarny pionek · e5 – Czarny skoczek · h5 – Biały hetman · c3 – Biały pionek · d3 – Biały goniec · e3 – Biały goniec · a2 – Biały pionek · c2 – Biały pionek · d2 – Biała wieża · g2 – Biały pionek · h2 – Biały pionek · f1 – Biała wieża · g1 – Biały król | a8 – Czarna wieża · e8 – Czarny król · h8 – Czarna wieża · c7 – Czarny hetman · e7 – Czarny skoczek · f7 – Czarny pionek · h7 – Czarny pionek · a6 – Czarny pionek · d6 – Czarny pionek · e6 – Biały pionek · g6 – Czarny pionek · b5 – Czarny pionek · e5 – Czarny skoczek · h5 – Biały hetman · c3 – Biały pionek · d3 – Biały goniec · e3 – Biały goniec · a2 – Biały pionek · c2 – Biały pionek · d2 – Biała wieża · g2 – Biały pionek · h2 – Biały pionek · f1 – Biała wieża · g1 – Biały król | a8 – Czarna wieża · e8 – Czarny król · h8 – Czarna wieża · c7 – Czarny hetman · e7 – Czarny skoczek · f7 – Czarny pionek · h7 – Czarny pionek · a6 – Czarny pionek · d6 – Czarny pionek · e6 – Biały pionek · g6 – Czarny pionek · b5 – Czarny pionek · e5 – Czarny skoczek · h5 – Biały hetman · c3 – Biały pionek · d3 – Biały goniec · e3 – Biały goniec · a2 – Biały pionek · c2 – Biały pionek · d2 – Biała wieża · g2 – Biały pionek · h2 – Biały pionek · f1 – Biała wieża · g1 – Biały król | a8 – Czarna wieża · e8 – Czarny król · h8 – Czarna wieża · c7 – Czarny hetman · e7 – Czarny skoczek · f7 – Czarny pionek · h7 – Czarny pionek · a6 – Czarny pionek · d6 – Czarny pionek · e6 – Biały pionek · g6 – Czarny pionek · b5 – Czarny pionek · e5 – Czarny skoczek · h5 – Biały hetman · c3 – Biały pionek · d3 – Biały goniec · e3 – Biały goniec · a2 – Biały pionek · c2 – Biały pionek · d2 – Biała wieża · g2 – Biały pionek · h2 – Biały pionek · f1 – Biała wieża · g1 – Biały król | a8 – Czarna wieża · e8 – Czarny król · h8 – Czarna wieża · c7 – Czarny hetman · e7 – Czarny skoczek · f7 – Czarny pionek · h7 – Czarny pionek · a6 – Czarny pionek · d6 – Czarny pionek · e6 – Biały pionek · g6 – Czarny pionek · b5 – Czarny pionek · e5 – Czarny skoczek · h5 – Biały hetman · c3 – Biały pionek · d3 – Biały goniec · e3 – Biały goniec · a2 – Biały pionek · c2 – Biały pionek · d2 – Biała wieża · g2 – Biały pionek · h2 – Biały pionek · f1 – Biała wieża · g1 – Biały król | a8 – Czarna wieża · e8 – Czarny król · h8 – Czarna wieża · c7 – Czarny hetman · e7 – Czarny skoczek · f7 – Czarny pionek · h7 – Czarny pionek · a6 – Czarny pionek · d6 – Czarny pionek · e6 – Biały pionek · g6 – Czarny pionek · b5 – Czarny pionek · e5 – Czarny skoczek · h5 – Biały hetman · c3 – Biały pionek · d3 – Biały goniec · e3 – Biały goniec · a2 – Biały pionek · c2 – Biały pionek · d2 – Biała wieża · g2 – Biały pionek · h2 – Biały pionek · f1 – Biała wieża · g1 – Biały król | a8 – Czarna wieża · e8 – Czarny król · h8 – Czarna wieża · c7 – Czarny hetman · e7 – Czarny skoczek · f7 – Czarny pionek · h7 – Czarny pionek · a6 – Czarny pionek · d6 – Czarny pionek · e6 – Biały pionek · g6 – Czarny pionek · b5 – Czarny pionek · e5 – Czarny skoczek · h5 – Biały hetman · c3 – Biały pionek · d3 – Biały goniec · e3 – Biały goniec · a2 – Biały pionek · c2 – Biały pionek · d2 – Biała wieża · g2 – Biały pionek · h2 – Biały pionek · f1 – Biała wieża · g1 – Biały król | a8 – Czarna wieża · e8 – Czarny król · h8 – Czarna wieża · c7 – Czarny hetman · e7 – Czarny skoczek · f7 – Czarny pionek · h7 – Czarny pionek · a6 – Czarny pionek · d6 – Czarny pionek · e6 – Biały pionek · g6 – Czarny pionek · b5 – Czarny pionek · e5 – Czarny skoczek · h5 – Biały hetman · c3 – Biały pionek · d3 – Biały goniec · e3 – Biały goniec · a2 – Biały pionek · c2 – Biały pionek · d2 – Biała wieża · g2 – Biały pionek · h2 – Biały pionek · f1 – Biała wieża · g1 – Biały król | 8 |
| 7 | a8 – Czarna wieża · e8 – Czarny król · h8 – Czarna wieża · c7 – Czarny hetman · e7 – Czarny skoczek · f7 – Czarny pionek · h7 – Czarny pionek · a6 – Czarny pionek · d6 – Czarny pionek · e6 – Biały pionek · g6 – Czarny pionek · b5 – Czarny pionek · e5 – Czarny skoczek · h5 – Biały hetman · c3 – Biały pionek · d3 – Biały goniec · e3 – Biały goniec · a2 – Biały pionek · c2 – Biały pionek · d2 – Biała wieża · g2 – Biały pionek · h2 – Biały pionek · f1 – Biała wieża · g1 – Biały król | a8 – Czarna wieża · e8 – Czarny król · h8 – Czarna wieża · c7 – Czarny hetman · e7 – Czarny skoczek · f7 – Czarny pionek · h7 – Czarny pionek · a6 – Czarny pionek · d6 – Czarny pionek · e6 – Biały pionek · g6 – Czarny pionek · b5 – Czarny pionek · e5 – Czarny skoczek · h5 – Biały hetman · c3 – Biały pionek · d3 – Biały goniec · e3 – Biały goniec · a2 – Biały pionek · c2 – Biały pionek · d2 – Biała wieża · g2 – Biały pionek · h2 – Biały pionek · f1 – Biała wieża · g1 – Biały król | a8 – Czarna wieża · e8 – Czarny król · h8 – Czarna wieża · c7 – Czarny hetman · e7 – Czarny skoczek · f7 – Czarny pionek · h7 – Czarny pionek · a6 – Czarny pionek · d6 – Czarny pionek · e6 – Biały pionek · g6 – Czarny pionek · b5 – Czarny pionek · e5 – Czarny skoczek · h5 – Biały hetman · c3 – Biały pionek · d3 – Biały goniec · e3 – Biały goniec · a2 – Biały pionek · c2 – Biały pionek · d2 – Biała wieża · g2 – Biały pionek · h2 – Biały pionek · f1 – Biała wieża · g1 – Biały król | a8 – Czarna wieża · e8 – Czarny król · h8 – Czarna wieża · c7 – Czarny hetman · e7 – Czarny skoczek · f7 – Czarny pionek · h7 – Czarny pionek · a6 – Czarny pionek · d6 – Czarny pionek · e6 – Biały pionek · g6 – Czarny pionek · b5 – Czarny pionek · e5 – Czarny skoczek · h5 – Biały hetman · c3 – Biały pionek · d3 – Biały goniec · e3 – Biały goniec · a2 – Biały pionek · c2 – Biały pionek · d2 – Biała wieża · g2 – Biały pionek · h2 – Biały pionek · f1 – Biała wieża · g1 – Biały król | a8 – Czarna wieża · e8 – Czarny król · h8 – Czarna wieża · c7 – Czarny hetman · e7 – Czarny skoczek · f7 – Czarny pionek · h7 – Czarny pionek · a6 – Czarny pionek · d6 – Czarny pionek · e6 – Biały pionek · g6 – Czarny pionek · b5 – Czarny pionek · e5 – Czarny skoczek · h5 – Biały hetman · c3 – Biały pionek · d3 – Biały goniec · e3 – Biały goniec · a2 – Biały pionek · c2 – Biały pionek · d2 – Biała wieża · g2 – Biały pionek · h2 – Biały pionek · f1 – Biała wieża · g1 – Biały król | a8 – Czarna wieża · e8 – Czarny król · h8 – Czarna wieża · c7 – Czarny hetman · e7 – Czarny skoczek · f7 – Czarny pionek · h7 – Czarny pionek · a6 – Czarny pionek · d6 – Czarny pionek · e6 – Biały pionek · g6 – Czarny pionek · b5 – Czarny pionek · e5 – Czarny skoczek · h5 – Biały hetman · c3 – Biały pionek · d3 – Biały goniec · e3 – Biały goniec · a2 – Biały pionek · c2 – Biały pionek · d2 – Biała wieża · g2 – Biały pionek · h2 – Biały pionek · f1 – Biała wieża · g1 – Biały król | a8 – Czarna wieża · e8 – Czarny król · h8 – Czarna wieża · c7 – Czarny hetman · e7 – Czarny skoczek · f7 – Czarny pionek · h7 – Czarny pionek · a6 – Czarny pionek · d6 – Czarny pionek · e6 – Biały pionek · g6 – Czarny pionek · b5 – Czarny pionek · e5 – Czarny skoczek · h5 – Biały hetman · c3 – Biały pionek · d3 – Biały goniec · e3 – Biały goniec · a2 – Biały pionek · c2 – Biały pionek · d2 – Biała wieża · g2 – Biały pionek · h2 – Biały pionek · f1 – Biała wieża · g1 – Biały król | a8 – Czarna wieża · e8 – Czarny król · h8 – Czarna wieża · c7 – Czarny hetman · e7 – Czarny skoczek · f7 – Czarny pionek · h7 – Czarny pionek · a6 – Czarny pionek · d6 – Czarny pionek · e6 – Biały pionek · g6 – Czarny pionek · b5 – Czarny pionek · e5 – Czarny skoczek · h5 – Biały hetman · c3 – Biały pionek · d3 – Biały goniec · e3 – Biały goniec · a2 – Biały pionek · c2 – Biały pionek · d2 – Biała wieża · g2 – Biały pionek · h2 – Biały pionek · f1 – Biała wieża · g1 – Biały król | 7 |
| 6 | a8 – Czarna wieża · e8 – Czarny król · h8 – Czarna wieża · c7 – Czarny hetman · e7 – Czarny skoczek · f7 – Czarny pionek · h7 – Czarny pionek · a6 – Czarny pionek · d6 – Czarny pionek · e6 – Biały pionek · g6 – Czarny pionek · b5 – Czarny pionek · e5 – Czarny skoczek · h5 – Biały hetman · c3 – Biały pionek · d3 – Biały goniec · e3 – Biały goniec · a2 – Biały pionek · c2 – Biały pionek · d2 – Biała wieża · g2 – Biały pionek · h2 – Biały pionek · f1 – Biała wieża · g1 – Biały król | a8 – Czarna wieża · e8 – Czarny król · h8 – Czarna wieża · c7 – Czarny hetman · e7 – Czarny skoczek · f7 – Czarny pionek · h7 – Czarny pionek · a6 – Czarny pionek · d6 – Czarny pionek · e6 – Biały pionek · g6 – Czarny pionek · b5 – Czarny pionek · e5 – Czarny skoczek · h5 – Biały hetman · c3 – Biały pionek · d3 – Biały goniec · e3 – Biały goniec · a2 – Biały pionek · c2 – Biały pionek · d2 – Biała wieża · g2 – Biały pionek · h2 – Biały pionek · f1 – Biała wieża · g1 – Biały król | a8 – Czarna wieża · e8 – Czarny król · h8 – Czarna wieża · c7 – Czarny hetman · e7 – Czarny skoczek · f7 – Czarny pionek · h7 – Czarny pionek · a6 – Czarny pionek · d6 – Czarny pionek · e6 – Biały pionek · g6 – Czarny pionek · b5 – Czarny pionek · e5 – Czarny skoczek · h5 – Biały hetman · c3 – Biały pionek · d3 – Biały goniec · e3 – Biały goniec · a2 – Biały pionek · c2 – Biały pionek · d2 – Biała wieża · g2 – Biały pionek · h2 – Biały pionek · f1 – Biała wieża · g1 – Biały król | a8 – Czarna wieża · e8 – Czarny król · h8 – Czarna wieża · c7 – Czarny hetman · e7 – Czarny skoczek · f7 – Czarny pionek · h7 – Czarny pionek · a6 – Czarny pionek · d6 – Czarny pionek · e6 – Biały pionek · g6 – Czarny pionek · b5 – Czarny pionek · e5 – Czarny skoczek · h5 – Biały hetman · c3 – Biały pionek · d3 – Biały goniec · e3 – Biały goniec · a2 – Biały pionek · c2 – Biały pionek · d2 – Biała wieża · g2 – Biały pionek · h2 – Biały pionek · f1 – Biała wieża · g1 – Biały król | a8 – Czarna wieża · e8 – Czarny król · h8 – Czarna wieża · c7 – Czarny hetman · e7 – Czarny skoczek · f7 – Czarny pionek · h7 – Czarny pionek · a6 – Czarny pionek · d6 – Czarny pionek · e6 – Biały pionek · g6 – Czarny pionek · b5 – Czarny pionek · e5 – Czarny skoczek · h5 – Biały hetman · c3 – Biały pionek · d3 – Biały goniec · e3 – Biały goniec · a2 – Biały pionek · c2 – Biały pionek · d2 – Biała wieża · g2 – Biały pionek · h2 – Biały pionek · f1 – Biała wieża · g1 – Biały król | a8 – Czarna wieża · e8 – Czarny król · h8 – Czarna wieża · c7 – Czarny hetman · e7 – Czarny skoczek · f7 – Czarny pionek · h7 – Czarny pionek · a6 – Czarny pionek · d6 – Czarny pionek · e6 – Biały pionek · g6 – Czarny pionek · b5 – Czarny pionek · e5 – Czarny skoczek · h5 – Biały hetman · c3 – Biały pionek · d3 – Biały goniec · e3 – Biały goniec · a2 – Biały pionek · c2 – Biały pionek · d2 – Biała wieża · g2 – Biały pionek · h2 – Biały pionek · f1 – Biała wieża · g1 – Biały król | a8 – Czarna wieża · e8 – Czarny król · h8 – Czarna wieża · c7 – Czarny hetman · e7 – Czarny skoczek · f7 – Czarny pionek · h7 – Czarny pionek · a6 – Czarny pionek · d6 – Czarny pionek · e6 – Biały pionek · g6 – Czarny pionek · b5 – Czarny pionek · e5 – Czarny skoczek · h5 – Biały hetman · c3 – Biały pionek · d3 – Biały goniec · e3 – Biały goniec · a2 – Biały pionek · c2 – Biały pionek · d2 – Biała wieża · g2 – Biały pionek · h2 – Biały pionek · f1 – Biała wieża · g1 – Biały król | a8 – Czarna wieża · e8 – Czarny król · h8 – Czarna wieża · c7 – Czarny hetman · e7 – Czarny skoczek · f7 – Czarny pionek · h7 – Czarny pionek · a6 – Czarny pionek · d6 – Czarny pionek · e6 – Biały pionek · g6 – Czarny pionek · b5 – Czarny pionek · e5 – Czarny skoczek · h5 – Biały hetman · c3 – Biały pionek · d3 – Biały goniec · e3 – Biały goniec · a2 – Biały pionek · c2 – Biały pionek · d2 – Biała wieża · g2 – Biały pionek · h2 – Biały pionek · f1 – Biała wieża · g1 – Biały król | 6 |
| 5 | a8 – Czarna wieża · e8 – Czarny król · h8 – Czarna wieża · c7 – Czarny hetman · e7 – Czarny skoczek · f7 – Czarny pionek · h7 – Czarny pionek · a6 – Czarny pionek · d6 – Czarny pionek · e6 – Biały pionek · g6 – Czarny pionek · b5 – Czarny pionek · e5 – Czarny skoczek · h5 – Biały hetman · c3 – Biały pionek · d3 – Biały goniec · e3 – Biały goniec · a2 – Biały pionek · c2 – Biały pionek · d2 – Biała wieża · g2 – Biały pionek · h2 – Biały pionek · f1 – Biała wieża · g1 – Biały król | a8 – Czarna wieża · e8 – Czarny król · h8 – Czarna wieża · c7 – Czarny hetman · e7 – Czarny skoczek · f7 – Czarny pionek · h7 – Czarny pionek · a6 – Czarny pionek · d6 – Czarny pionek · e6 – Biały pionek · g6 – Czarny pionek · b5 – Czarny pionek · e5 – Czarny skoczek · h5 – Biały hetman · c3 – Biały pionek · d3 – Biały goniec · e3 – Biały goniec · a2 – Biały pionek · c2 – Biały pionek · d2 – Biała wieża · g2 – Biały pionek · h2 – Biały pionek · f1 – Biała wieża · g1 – Biały król | a8 – Czarna wieża · e8 – Czarny król · h8 – Czarna wieża · c7 – Czarny hetman · e7 – Czarny skoczek · f7 – Czarny pionek · h7 – Czarny pionek · a6 – Czarny pionek · d6 – Czarny pionek · e6 – Biały pionek · g6 – Czarny pionek · b5 – Czarny pionek · e5 – Czarny skoczek · h5 – Biały hetman · c3 – Biały pionek · d3 – Biały goniec · e3 – Biały goniec · a2 – Biały pionek · c2 – Biały pionek · d2 – Biała wieża · g2 – Biały pionek · h2 – Biały pionek · f1 – Biała wieża · g1 – Biały król | a8 – Czarna wieża · e8 – Czarny król · h8 – Czarna wieża · c7 – Czarny hetman · e7 – Czarny skoczek · f7 – Czarny pionek · h7 – Czarny pionek · a6 – Czarny pionek · d6 – Czarny pionek · e6 – Biały pionek · g6 – Czarny pionek · b5 – Czarny pionek · e5 – Czarny skoczek · h5 – Biały hetman · c3 – Biały pionek · d3 – Biały goniec · e3 – Biały goniec · a2 – Biały pionek · c2 – Biały pionek · d2 – Biała wieża · g2 – Biały pionek · h2 – Biały pionek · f1 – Biała wieża · g1 – Biały król | a8 – Czarna wieża · e8 – Czarny król · h8 – Czarna wieża · c7 – Czarny hetman · e7 – Czarny skoczek · f7 – Czarny pionek · h7 – Czarny pionek · a6 – Czarny pionek · d6 – Czarny pionek · e6 – Biały pionek · g6 – Czarny pionek · b5 – Czarny pionek · e5 – Czarny skoczek · h5 – Biały hetman · c3 – Biały pionek · d3 – Biały goniec · e3 – Biały goniec · a2 – Biały pionek · c2 – Biały pionek · d2 – Biała wieża · g2 – Biały pionek · h2 – Biały pionek · f1 – Biała wieża · g1 – Biały król | a8 – Czarna wieża · e8 – Czarny król · h8 – Czarna wieża · c7 – Czarny hetman · e7 – Czarny skoczek · f7 – Czarny pionek · h7 – Czarny pionek · a6 – Czarny pionek · d6 – Czarny pionek · e6 – Biały pionek · g6 – Czarny pionek · b5 – Czarny pionek · e5 – Czarny skoczek · h5 – Biały hetman · c3 – Biały pionek · d3 – Biały goniec · e3 – Biały goniec · a2 – Biały pionek · c2 – Biały pionek · d2 – Biała wieża · g2 – Biały pionek · h2 – Biały pionek · f1 – Biała wieża · g1 – Biały król | a8 – Czarna wieża · e8 – Czarny król · h8 – Czarna wieża · c7 – Czarny hetman · e7 – Czarny skoczek · f7 – Czarny pionek · h7 – Czarny pionek · a6 – Czarny pionek · d6 – Czarny pionek · e6 – Biały pionek · g6 – Czarny pionek · b5 – Czarny pionek · e5 – Czarny skoczek · h5 – Biały hetman · c3 – Biały pionek · d3 – Biały goniec · e3 – Biały goniec · a2 – Biały pionek · c2 – Biały pionek · d2 – Biała wieża · g2 – Biały pionek · h2 – Biały pionek · f1 – Biała wieża · g1 – Biały król | a8 – Czarna wieża · e8 – Czarny król · h8 – Czarna wieża · c7 – Czarny hetman · e7 – Czarny skoczek · f7 – Czarny pionek · h7 – Czarny pionek · a6 – Czarny pionek · d6 – Czarny pionek · e6 – Biały pionek · g6 – Czarny pionek · b5 – Czarny pionek · e5 – Czarny skoczek · h5 – Biały hetman · c3 – Biały pionek · d3 – Biały goniec · e3 – Biały goniec · a2 – Biały pionek · c2 – Biały pionek · d2 – Biała wieża · g2 – Biały pionek · h2 – Biały pionek · f1 – Biała wieża · g1 – Biały król | 5 |
| 4 | a8 – Czarna wieża · e8 – Czarny król · h8 – Czarna wieża · c7 – Czarny hetman · e7 – Czarny skoczek · f7 – Czarny pionek · h7 – Czarny pionek · a6 – Czarny pionek · d6 – Czarny pionek · e6 – Biały pionek · g6 – Czarny pionek · b5 – Czarny pionek · e5 – Czarny skoczek · h5 – Biały hetman · c3 – Biały pionek · d3 – Biały goniec · e3 – Biały goniec · a2 – Biały pionek · c2 – Biały pionek · d2 – Biała wieża · g2 – Biały pionek · h2 – Biały pionek · f1 – Biała wieża · g1 – Biały król | a8 – Czarna wieża · e8 – Czarny król · h8 – Czarna wieża · c7 – Czarny hetman · e7 – Czarny skoczek · f7 – Czarny pionek · h7 – Czarny pionek · a6 – Czarny pionek · d6 – Czarny pionek · e6 – Biały pionek · g6 – Czarny pionek · b5 – Czarny pionek · e5 – Czarny skoczek · h5 – Biały hetman · c3 – Biały pionek · d3 – Biały goniec · e3 – Biały goniec · a2 – Biały pionek · c2 – Biały pionek · d2 – Biała wieża · g2 – Biały pionek · h2 – Biały pionek · f1 – Biała wieża · g1 – Biały król | a8 – Czarna wieża · e8 – Czarny król · h8 – Czarna wieża · c7 – Czarny hetman · e7 – Czarny skoczek · f7 – Czarny pionek · h7 – Czarny pionek · a6 – Czarny pionek · d6 – Czarny pionek · e6 – Biały pionek · g6 – Czarny pionek · b5 – Czarny pionek · e5 – Czarny skoczek · h5 – Biały hetman · c3 – Biały pionek · d3 – Biały goniec · e3 – Biały goniec · a2 – Biały pionek · c2 – Biały pionek · d2 – Biała wieża · g2 – Biały pionek · h2 – Biały pionek · f1 – Biała wieża · g1 – Biały król | a8 – Czarna wieża · e8 – Czarny król · h8 – Czarna wieża · c7 – Czarny hetman · e7 – Czarny skoczek · f7 – Czarny pionek · h7 – Czarny pionek · a6 – Czarny pionek · d6 – Czarny pionek · e6 – Biały pionek · g6 – Czarny pionek · b5 – Czarny pionek · e5 – Czarny skoczek · h5 – Biały hetman · c3 – Biały pionek · d3 – Biały goniec · e3 – Biały goniec · a2 – Biały pionek · c2 – Biały pionek · d2 – Biała wieża · g2 – Biały pionek · h2 – Biały pionek · f1 – Biała wieża · g1 – Biały król | a8 – Czarna wieża · e8 – Czarny król · h8 – Czarna wieża · c7 – Czarny hetman · e7 – Czarny skoczek · f7 – Czarny pionek · h7 – Czarny pionek · a6 – Czarny pionek · d6 – Czarny pionek · e6 – Biały pionek · g6 – Czarny pionek · b5 – Czarny pionek · e5 – Czarny skoczek · h5 – Biały hetman · c3 – Biały pionek · d3 – Biały goniec · e3 – Biały goniec · a2 – Biały pionek · c2 – Biały pionek · d2 – Biała wieża · g2 – Biały pionek · h2 – Biały pionek · f1 – Biała wieża · g1 – Biały król | a8 – Czarna wieża · e8 – Czarny król · h8 – Czarna wieża · c7 – Czarny hetman · e7 – Czarny skoczek · f7 – Czarny pionek · h7 – Czarny pionek · a6 – Czarny pionek · d6 – Czarny pionek · e6 – Biały pionek · g6 – Czarny pionek · b5 – Czarny pionek · e5 – Czarny skoczek · h5 – Biały hetman · c3 – Biały pionek · d3 – Biały goniec · e3 – Biały goniec · a2 – Biały pionek · c2 – Biały pionek · d2 – Biała wieża · g2 – Biały pionek · h2 – Biały pionek · f1 – Biała wieża · g1 – Biały król | a8 – Czarna wieża · e8 – Czarny król · h8 – Czarna wieża · c7 – Czarny hetman · e7 – Czarny skoczek · f7 – Czarny pionek · h7 – Czarny pionek · a6 – Czarny pionek · d6 – Czarny pionek · e6 – Biały pionek · g6 – Czarny pionek · b5 – Czarny pionek · e5 – Czarny skoczek · h5 – Biały hetman · c3 – Biały pionek · d3 – Biały goniec · e3 – Biały goniec · a2 – Biały pionek · c2 – Biały pionek · d2 – Biała wieża · g2 – Biały pionek · h2 – Biały pionek · f1 – Biała wieża · g1 – Biały król | a8 – Czarna wieża · e8 – Czarny król · h8 – Czarna wieża · c7 – Czarny hetman · e7 – Czarny skoczek · f7 – Czarny pionek · h7 – Czarny pionek · a6 – Czarny pionek · d6 – Czarny pionek · e6 – Biały pionek · g6 – Czarny pionek · b5 – Czarny pionek · e5 – Czarny skoczek · h5 – Biały hetman · c3 – Biały pionek · d3 – Biały goniec · e3 – Biały goniec · a2 – Biały pionek · c2 – Biały pionek · d2 – Biała wieża · g2 – Biały pionek · h2 – Biały pionek · f1 – Biała wieża · g1 – Biały król | 4 |
| 3 | a8 – Czarna wieża · e8 – Czarny król · h8 – Czarna wieża · c7 – Czarny hetman · e7 – Czarny skoczek · f7 – Czarny pionek · h7 – Czarny pionek · a6 – Czarny pionek · d6 – Czarny pionek · e6 – Biały pionek · g6 – Czarny pionek · b5 – Czarny pionek · e5 – Czarny skoczek · h5 – Biały hetman · c3 – Biały pionek · d3 – Biały goniec · e3 – Biały goniec · a2 – Biały pionek · c2 – Biały pionek · d2 – Biała wieża · g2 – Biały pionek · h2 – Biały pionek · f1 – Biała wieża · g1 – Biały król | a8 – Czarna wieża · e8 – Czarny król · h8 – Czarna wieża · c7 – Czarny hetman · e7 – Czarny skoczek · f7 – Czarny pionek · h7 – Czarny pionek · a6 – Czarny pionek · d6 – Czarny pionek · e6 – Biały pionek · g6 – Czarny pionek · b5 – Czarny pionek · e5 – Czarny skoczek · h5 – Biały hetman · c3 – Biały pionek · d3 – Biały goniec · e3 – Biały goniec · a2 – Biały pionek · c2 – Biały pionek · d2 – Biała wieża · g2 – Biały pionek · h2 – Biały pionek · f1 – Biała wieża · g1 – Biały król | a8 – Czarna wieża · e8 – Czarny król · h8 – Czarna wieża · c7 – Czarny hetman · e7 – Czarny skoczek · f7 – Czarny pionek · h7 – Czarny pionek · a6 – Czarny pionek · d6 – Czarny pionek · e6 – Biały pionek · g6 – Czarny pionek · b5 – Czarny pionek · e5 – Czarny skoczek · h5 – Biały hetman · c3 – Biały pionek · d3 – Biały goniec · e3 – Biały goniec · a2 – Biały pionek · c2 – Biały pionek · d2 – Biała wieża · g2 – Biały pionek · h2 – Biały pionek · f1 – Biała wieża · g1 – Biały król | a8 – Czarna wieża · e8 – Czarny król · h8 – Czarna wieża · c7 – Czarny hetman · e7 – Czarny skoczek · f7 – Czarny pionek · h7 – Czarny pionek · a6 – Czarny pionek · d6 – Czarny pionek · e6 – Biały pionek · g6 – Czarny pionek · b5 – Czarny pionek · e5 – Czarny skoczek · h5 – Biały hetman · c3 – Biały pionek · d3 – Biały goniec · e3 – Biały goniec · a2 – Biały pionek · c2 – Biały pionek · d2 – Biała wieża · g2 – Biały pionek · h2 – Biały pionek · f1 – Biała wieża · g1 – Biały król | a8 – Czarna wieża · e8 – Czarny król · h8 – Czarna wieża · c7 – Czarny hetman · e7 – Czarny skoczek · f7 – Czarny pionek · h7 – Czarny pionek · a6 – Czarny pionek · d6 – Czarny pionek · e6 – Biały pionek · g6 – Czarny pionek · b5 – Czarny pionek · e5 – Czarny skoczek · h5 – Biały hetman · c3 – Biały pionek · d3 – Biały goniec · e3 – Biały goniec · a2 – Biały pionek · c2 – Biały pionek · d2 – Biała wieża · g2 – Biały pionek · h2 – Biały pionek · f1 – Biała wieża · g1 – Biały król | a8 – Czarna wieża · e8 – Czarny król · h8 – Czarna wieża · c7 – Czarny hetman · e7 – Czarny skoczek · f7 – Czarny pionek · h7 – Czarny pionek · a6 – Czarny pionek · d6 – Czarny pionek · e6 – Biały pionek · g6 – Czarny pionek · b5 – Czarny pionek · e5 – Czarny skoczek · h5 – Biały hetman · c3 – Biały pionek · d3 – Biały goniec · e3 – Biały goniec · a2 – Biały pionek · c2 – Biały pionek · d2 – Biała wieża · g2 – Biały pionek · h2 – Biały pionek · f1 – Biała wieża · g1 – Biały król | a8 – Czarna wieża · e8 – Czarny król · h8 – Czarna wieża · c7 – Czarny hetman · e7 – Czarny skoczek · f7 – Czarny pionek · h7 – Czarny pionek · a6 – Czarny pionek · d6 – Czarny pionek · e6 – Biały pionek · g6 – Czarny pionek · b5 – Czarny pionek · e5 – Czarny skoczek · h5 – Biały hetman · c3 – Biały pionek · d3 – Biały goniec · e3 – Biały goniec · a2 – Biały pionek · c2 – Biały pionek · d2 – Biała wieża · g2 – Biały pionek · h2 – Biały pionek · f1 – Biała wieża · g1 – Biały król | a8 – Czarna wieża · e8 – Czarny król · h8 – Czarna wieża · c7 – Czarny hetman · e7 – Czarny skoczek · f7 – Czarny pionek · h7 – Czarny pionek · a6 – Czarny pionek · d6 – Czarny pionek · e6 – Biały pionek · g6 – Czarny pionek · b5 – Czarny pionek · e5 – Czarny skoczek · h5 – Biały hetman · c3 – Biały pionek · d3 – Biały goniec · e3 – Biały goniec · a2 – Biały pionek · c2 – Biały pionek · d2 – Biała wieża · g2 – Biały pionek · h2 – Biały pionek · f1 – Biała wieża · g1 – Biały król | 3 |
| 2 | a8 – Czarna wieża · e8 – Czarny król · h8 – Czarna wieża · c7 – Czarny hetman · e7 – Czarny skoczek · f7 – Czarny pionek · h7 – Czarny pionek · a6 – Czarny pionek · d6 – Czarny pionek · e6 – Biały pionek · g6 – Czarny pionek · b5 – Czarny pionek · e5 – Czarny skoczek · h5 – Biały hetman · c3 – Biały pionek · d3 – Biały goniec · e3 – Biały goniec · a2 – Biały pionek · c2 – Biały pionek · d2 – Biała wieża · g2 – Biały pionek · h2 – Biały pionek · f1 – Biała wieża · g1 – Biały król | a8 – Czarna wieża · e8 – Czarny król · h8 – Czarna wieża · c7 – Czarny hetman · e7 – Czarny skoczek · f7 – Czarny pionek · h7 – Czarny pionek · a6 – Czarny pionek · d6 – Czarny pionek · e6 – Biały pionek · g6 – Czarny pionek · b5 – Czarny pionek · e5 – Czarny skoczek · h5 – Biały hetman · c3 – Biały pionek · d3 – Biały goniec · e3 – Biały goniec · a2 – Biały pionek · c2 – Biały pionek · d2 – Biała wieża · g2 – Biały pionek · h2 – Biały pionek · f1 – Biała wieża · g1 – Biały król | a8 – Czarna wieża · e8 – Czarny król · h8 – Czarna wieża · c7 – Czarny hetman · e7 – Czarny skoczek · f7 – Czarny pionek · h7 – Czarny pionek · a6 – Czarny pionek · d6 – Czarny pionek · e6 – Biały pionek · g6 – Czarny pionek · b5 – Czarny pionek · e5 – Czarny skoczek · h5 – Biały hetman · c3 – Biały pionek · d3 – Biały goniec · e3 – Biały goniec · a2 – Biały pionek · c2 – Biały pionek · d2 – Biała wieża · g2 – Biały pionek · h2 – Biały pionek · f1 – Biała wieża · g1 – Biały król | a8 – Czarna wieża · e8 – Czarny król · h8 – Czarna wieża · c7 – Czarny hetman · e7 – Czarny skoczek · f7 – Czarny pionek · h7 – Czarny pionek · a6 – Czarny pionek · d6 – Czarny pionek · e6 – Biały pionek · g6 – Czarny pionek · b5 – Czarny pionek · e5 – Czarny skoczek · h5 – Biały hetman · c3 – Biały pionek · d3 – Biały goniec · e3 – Biały goniec · a2 – Biały pionek · c2 – Biały pionek · d2 – Biała wieża · g2 – Biały pionek · h2 – Biały pionek · f1 – Biała wieża · g1 – Biały król | a8 – Czarna wieża · e8 – Czarny król · h8 – Czarna wieża · c7 – Czarny hetman · e7 – Czarny skoczek · f7 – Czarny pionek · h7 – Czarny pionek · a6 – Czarny pionek · d6 – Czarny pionek · e6 – Biały pionek · g6 – Czarny pionek · b5 – Czarny pionek · e5 – Czarny skoczek · h5 – Biały hetman · c3 – Biały pionek · d3 – Biały goniec · e3 – Biały goniec · a2 – Biały pionek · c2 – Biały pionek · d2 – Biała wieża · g2 – Biały pionek · h2 – Biały pionek · f1 – Biała wieża · g1 – Biały król | a8 – Czarna wieża · e8 – Czarny król · h8 – Czarna wieża · c7 – Czarny hetman · e7 – Czarny skoczek · f7 – Czarny pionek · h7 – Czarny pionek · a6 – Czarny pionek · d6 – Czarny pionek · e6 – Biały pionek · g6 – Czarny pionek · b5 – Czarny pionek · e5 – Czarny skoczek · h5 – Biały hetman · c3 – Biały pionek · d3 – Biały goniec · e3 – Biały goniec · a2 – Biały pionek · c2 – Biały pionek · d2 – Biała wieża · g2 – Biały pionek · h2 – Biały pionek · f1 – Biała wieża · g1 – Biały król | a8 – Czarna wieża · e8 – Czarny król · h8 – Czarna wieża · c7 – Czarny hetman · e7 – Czarny skoczek · f7 – Czarny pionek · h7 – Czarny pionek · a6 – Czarny pionek · d6 – Czarny pionek · e6 – Biały pionek · g6 – Czarny pionek · b5 – Czarny pionek · e5 – Czarny skoczek · h5 – Biały hetman · c3 – Biały pionek · d3 – Biały goniec · e3 – Biały goniec · a2 – Biały pionek · c2 – Biały pionek · d2 – Biała wieża · g2 – Biały pionek · h2 – Biały pionek · f1 – Biała wieża · g1 – Biały król | a8 – Czarna wieża · e8 – Czarny król · h8 – Czarna wieża · c7 – Czarny hetman · e7 – Czarny skoczek · f7 – Czarny pionek · h7 – Czarny pionek · a6 – Czarny pionek · d6 – Czarny pionek · e6 – Biały pionek · g6 – Czarny pionek · b5 – Czarny pionek · e5 – Czarny skoczek · h5 – Biały hetman · c3 – Biały pionek · d3 – Biały goniec · e3 – Biały goniec · a2 – Biały pionek · c2 – Biały pionek · d2 – Biała wieża · g2 – Biały pionek · h2 – Biały pionek · f1 – Biała wieża · g1 – Biały król | 2 |
| 1 | a8 – Czarna wieża · e8 – Czarny król · h8 – Czarna wieża · c7 – Czarny hetman · e7 – Czarny skoczek · f7 – Czarny pionek · h7 – Czarny pionek · a6 – Czarny pionek · d6 – Czarny pionek · e6 – Biały pionek · g6 – Czarny pionek · b5 – Czarny pionek · e5 – Czarny skoczek · h5 – Biały hetman · c3 – Biały pionek · d3 – Biały goniec · e3 – Biały goniec · a2 – Biały pionek · c2 – Biały pionek · d2 – Biała wieża · g2 – Biały pionek · h2 – Biały pionek · f1 – Biała wieża · g1 – Biały król | a8 – Czarna wieża · e8 – Czarny król · h8 – Czarna wieża · c7 – Czarny hetman · e7 – Czarny skoczek · f7 – Czarny pionek · h7 – Czarny pionek · a6 – Czarny pionek · d6 – Czarny pionek · e6 – Biały pionek · g6 – Czarny pionek · b5 – Czarny pionek · e5 – Czarny skoczek · h5 – Biały hetman · c3 – Biały pionek · d3 – Biały goniec · e3 – Biały goniec · a2 – Biały pionek · c2 – Biały pionek · d2 – Biała wieża · g2 – Biały pionek · h2 – Biały pionek · f1 – Biała wieża · g1 – Biały król | a8 – Czarna wieża · e8 – Czarny król · h8 – Czarna wieża · c7 – Czarny hetman · e7 – Czarny skoczek · f7 – Czarny pionek · h7 – Czarny pionek · a6 – Czarny pionek · d6 – Czarny pionek · e6 – Biały pionek · g6 – Czarny pionek · b5 – Czarny pionek · e5 – Czarny skoczek · h5 – Biały hetman · c3 – Biały pionek · d3 – Biały goniec · e3 – Biały goniec · a2 – Biały pionek · c2 – Biały pionek · d2 – Biała wieża · g2 – Biały pionek · h2 – Biały pionek · f1 – Biała wieża · g1 – Biały król | a8 – Czarna wieża · e8 – Czarny król · h8 – Czarna wieża · c7 – Czarny hetman · e7 – Czarny skoczek · f7 – Czarny pionek · h7 – Czarny pionek · a6 – Czarny pionek · d6 – Czarny pionek · e6 – Biały pionek · g6 – Czarny pionek · b5 – Czarny pionek · e5 – Czarny skoczek · h5 – Biały hetman · c3 – Biały pionek · d3 – Biały goniec · e3 – Biały goniec · a2 – Biały pionek · c2 – Biały pionek · d2 – Biała wieża · g2 – Biały pionek · h2 – Biały pionek · f1 – Biała wieża · g1 – Biały król | a8 – Czarna wieża · e8 – Czarny król · h8 – Czarna wieża · c7 – Czarny hetman · e7 – Czarny skoczek · f7 – Czarny pionek · h7 – Czarny pionek · a6 – Czarny pionek · d6 – Czarny pionek · e6 – Biały pionek · g6 – Czarny pionek · b5 – Czarny pionek · e5 – Czarny skoczek · h5 – Biały hetman · c3 – Biały pionek · d3 – Biały goniec · e3 – Biały goniec · a2 – Biały pionek · c2 – Biały pionek · d2 – Biała wieża · g2 – Biały pionek · h2 – Biały pionek · f1 – Biała wieża · g1 – Biały król | a8 – Czarna wieża · e8 – Czarny król · h8 – Czarna wieża · c7 – Czarny hetman · e7 – Czarny skoczek · f7 – Czarny pionek · h7 – Czarny pionek · a6 – Czarny pionek · d6 – Czarny pionek · e6 – Biały pionek · g6 – Czarny pionek · b5 – Czarny pionek · e5 – Czarny skoczek · h5 – Biały hetman · c3 – Biały pionek · d3 – Biały goniec · e3 – Biały goniec · a2 – Biały pionek · c2 – Biały pionek · d2 – Biała wieża · g2 – Biały pionek · h2 – Biały pionek · f1 – Biała wieża · g1 – Biały król | a8 – Czarna wieża · e8 – Czarny król · h8 – Czarna wieża · c7 – Czarny hetman · e7 – Czarny skoczek · f7 – Czarny pionek · h7 – Czarny pionek · a6 – Czarny pionek · d6 – Czarny pionek · e6 – Biały pionek · g6 – Czarny pionek · b5 – Czarny pionek · e5 – Czarny skoczek · h5 – Biały hetman · c3 – Biały pionek · d3 – Biały goniec · e3 – Biały goniec · a2 – Biały pionek · c2 – Biały pionek · d2 – Biała wieża · g2 – Biały pionek · h2 – Biały pionek · f1 – Biała wieża · g1 – Biały król | a8 – Czarna wieża · e8 – Czarny król · h8 – Czarna wieża · c7 – Czarny hetman · e7 – Czarny skoczek · f7 – Czarny pionek · h7 – Czarny pionek · a6 – Czarny pionek · d6 – Czarny pionek · e6 – Biały pionek · g6 – Czarny pionek · b5 – Czarny pionek · e5 – Czarny skoczek · h5 – Biały hetman · c3 – Biały pionek · d3 – Biały goniec · e3 – Biały goniec · a2 – Biały pionek · c2 – Biały pionek · d2 – Biała wieża · g2 – Biały pionek · h2 – Biały pionek · f1 – Biała wieża · g1 – Biały król | 1 |
|   | a | b | c | d | e | f | g | h |   |

| Rozwiązanie |
| --- |
| 20. H:e5! d:e5 21. e:f7+ i czarne poddały się Po 21. e:f7+ mogło nastąpić: 21. ... Kf8 22. Gh6# 21. ... Kd7 22. Gf5++ Kc6 23. Ge4+ Sd5 24. G:d5+ Kd7 25. G:a8+ 25. ... Ke7 26. Gg5+ Kf8 27. Wd8+ +- 25. ... Ke6 26. f8H W:f8 27. W:f8+- 21. ... Kd8 22. Gf5+ Sd5 23. Gg5+ He7 24. W:d5+ Kc7 25. G:e7 g:f5 26. W:f5 e4 27. f8H Wh:f8 28. W:f8+- |